# Blitz Kids

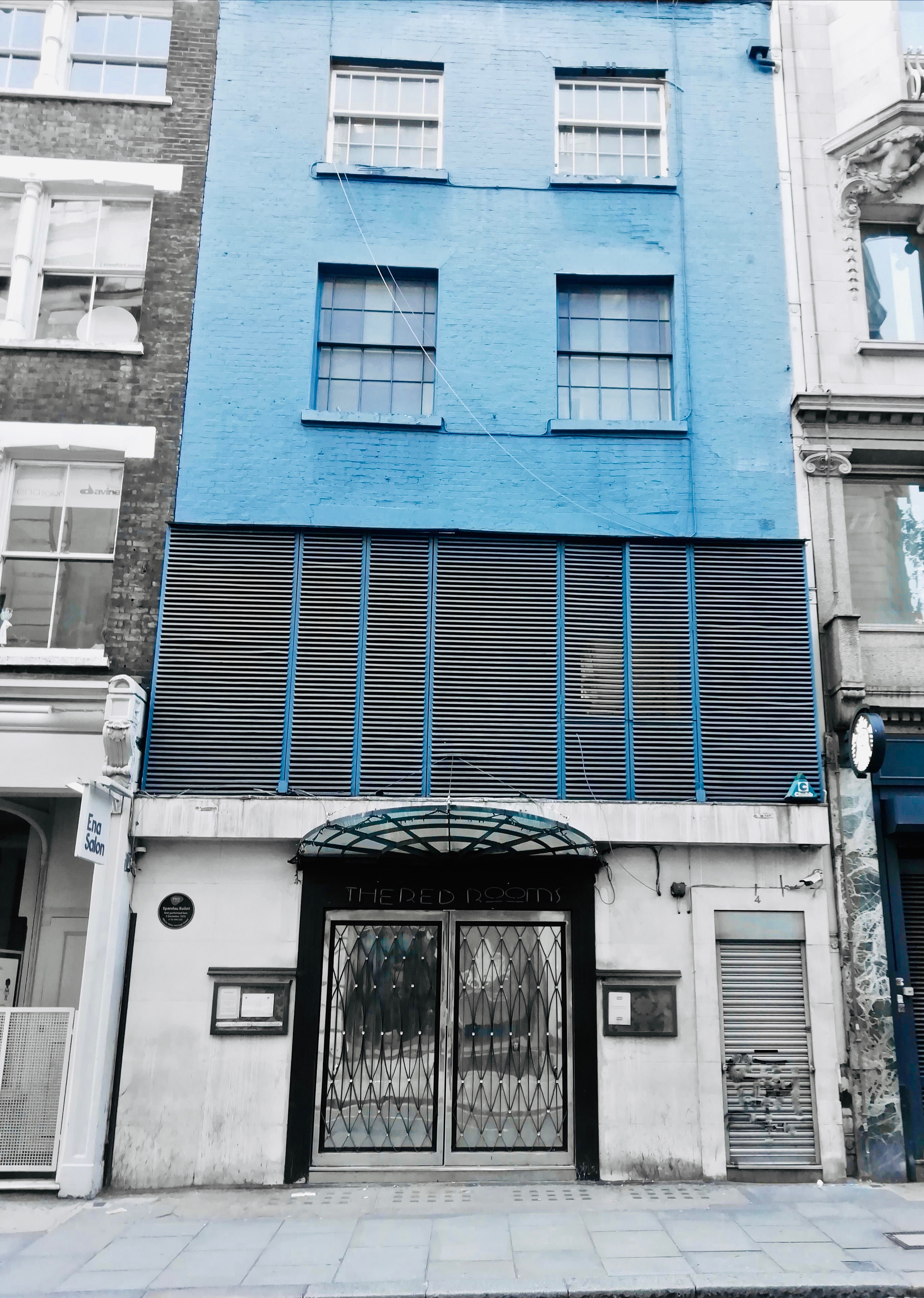
Das ehemalige Zuhause des Nachtclubs Blitz (1979), 4 Great Queen Street, Covent Garden, London

Die Blitz Kids waren eine Gruppe von jungen Menschen, die zwischen 1979 und 1980 die Dienstags-Clubnacht im Blitz in Covent Garden, London, besuchten und als Begründer der New Romantic-Subkulturbewegung gelten.

## Geschichte
Laut Stranges Autobiografie moderierten Steve Strange und Rusty Egan gemeinsam diese exklusiven Abende, ohne ihnen einen Namen zu geben, und machten sie ausschließlich durch Mundpropaganda bekannt. Durch eine strenge Kleiderordnung an der Tür wurde Wert auf Stil gelegt. Der Blitz lag zwischen zwei Kunsthochschulen (St. Martin’s School und Central School) und wurde zum Testgelände für studentische Modedesigner, die London in den 1980er Jahren in Aufruhr versetzten. Dazu gehörten unter anderem Stephen Jones, David Holah, Stevie Stewart, Darla Jane Gilroy, Kim Bowen, Fiona Dealey und Stephen Linard. Dank des ausgefallenen Kleidungs- und Make-up-Stile für beide Geschlechter begann der Blitz Schlagzeilen zu machen.
Bekannte Gäste im Blitz waren Boy George, Marilyn, Alice Temple, Perri Lister, Martin Degville, späterer Frontmann von Tony James’ Sigue Sigue Sputnik, Siobhan Fahey (später Mitglied von Bananarama).
Im Laufe der Zeit wurde der Clubabend am Dienstag in den Medien nach und nach als Heimat der New-Romantic-Bewegung anerkannt und führte in den Mainstream-Zeitungen zum Beinamen „Blitz Kids“
Mitte 1980 besuchte David Bowie den Club und bat Strange und drei weitere Blitz-Stammgäste, im Video zu seiner Single „Ashes to Ashes“ aufzutreten, was dazu beitrug, die New-Romantic-Bewegung in den Mainstream zu bringen.

## Kulturelle Einflüsse
Der Blitz-Club bildete die Wurzeln mehrerer neuer Popgruppen, insbesondere Visage mit Steve Strange als Sänger und Blitz-DJ Rusty Egan am Schlagzeug, dann Spandau Ballet, die dort 1979 und 1980 Live-Auftritte spielten. Später war es der Blitz-Garderobier George O’Dowd. Er wurde als Boy George, der Frontmann des Culture Club international bekannt. Marilyn wurde Sängerin, allerdings mit begrenztem Erfolg in den Charts. Boy George feierte die Blitz-Kids-Szene in seinem Musical Taboo aus dem Jahr 2002, in dem er die Rolle von Leigh Bowery spielte, der 1985–87, lange nach dem Ende des Blitz, den wöchentlichen Londoner Clubabend namens Taboo moderierte.
Im Januar 2011 veranstalteten Steve Strange und Rusty Egan eine einmalige Reunion-Party auf dem Gelände des ursprünglichen Blitz Clubs mit Auftritten von Roman Kemps Band Paradise Point und der Elektro-Punk-Künstlerin Quilla Constance sowie DJ-Sets von Egan selbst. Gleichzeitig startete Egan eine offizielle Blitz Club-Website. Im Jahr 2017 erwarb die National Portrait Gallery Porträts einiger Blitz Kids, die in der Ausstellung „Before We Were Men“ gezeigt wurden.
Im März 2021 wurde Bruce Ashleys Dokumentarfilm Blitzed: The 80's Blitz Kids' Story auf Sky Arts gezeigt. Boy George, Rusty Egan und Marilyn traten im Film auf und sprachen über ihre Zeit im Club und über die frühen 1980er-Jahre, während La Roux über die kulturellen Auswirkungen der New Romantic-Bewegung auf jüngere Künstler wie sie selbst interviewt wurde.